# Orchideae
Orchideae és una de les tribus de la subfamília Orchidoideae, dins la família botànica de les orquídies.

## Descripció
Es caracteritza por les rels tuberoses, generalment amb flors amb viscidis dobles, pol·linis sèssils, caudícules un poc prominents; la columna curta, no restringida a la base de l'antera, aquesta és erecta.
Les orquídies obtenen el seu nom del grec "orchis", que significa 'testicle', per l'aparença dels tubercles subterranis en algunes espècies terrestres. La paraula 'orchis', la va usar per primera vegada Teofrast (371/372 - 287/286 aC), al seu llibre "De historia plantarum" (La història natural de les plantes). Va ser deixeble d'Aristòtil i és considerat com el pare de la Botànica i de l'Ecologia.

## Classificació

### Taxonomia d'Orchideae
Aquesta classificació proporciona només una subtribu Orchidinae amb poc més de 50 gèneres, 

### Taxonomia d'Orchidinae
Actualment es consideren 54 gèneres dins Orchidinae, compostos per prop de 1.528 espècies:
| 1. Aceras - 1 espècie 2. Aceratorchis - 2 espècies 3. Amerorchis - 1 espècie 4. Amitostigma - 27 espècies 5. Anacamptis - 12 espècies 6. Androcorys - 6 espècies 7. Barlia - 2 espècies 8. Bartholina - 2 espècies 9. Benthamia - 29 espècies 10. Bonatea - 13 espècies 11. Brachycorythis - 36 espècies 12. Centrostigma - 3 espècies 13. Chamorchis - 1 espècie 14. Chondradenia - 2 espècies 15. Comperia - 1 espècies 16. Cynorkis - 159 espècies 17. Dactylorhiza - 40 espècies 18. Diphylax - 4 espècies 19. Diplomeris - 4 espècies 20. Dracomonticola - 1 espècie 21. Galearis - 1 espècie 22. Gennaria - 1 espècie 23. Gymnadenia - 23 espècies 24. Habenaria - ~650 espècies 25. Hemipilia - 18 espècies 26. Herminium - 30 espècies 27. Himantoglossum - 7 espècies 28. Holothrix - 45 espècies 29. Megalorchis - 1 espècie 30. Neobolusia - 3 espècies 31. Neotinea - 4 espècies 32. Neottianthe - 7 espècies 33. Oligophyton - 1 espècie 34. Ophrys - 36 espècies 35. Orchis - 19 espècies 36. Pecteilis - 5 espècies 37. Peristylus - 105 espècies 38. Physoceras - 11 espècies 39. Platanthera - 130 espècies 40. Platycoryne - 17 espècies 41. Ponerorchis - 18 espècies 42. Porolabium - 1 espècie 43. Pseudorchis - 1 espècie 44. Roeperocharis - 5 espècies 45. Schizochilus - 11 espècies 46. Serapias - 12 espècies 47. Smithorchis - 1 espècie 48. Stenoglottis - 4 espècies 49. Steveniella - 1 espècie 50. Symphyosepalum - 1 espècie 51. Thulinia - 1 espècie 52. Traunsteinera - 2 espècies 53. Tylostigma - 8 espècies 54. Veyretella - 2 espècies |